# Асоціація велосипедистів Києва
Асоціація велосипедистів Києва (АВК) — громадська організація, основними цілями якої є створення зручної й безпечної велосипедної інфраструктури в Києві та околицях, а також популяризація велосипеда як виду транспорту, збільшення кількості велосипедистів.

## Історія створення
Витоки організації лежать у створеній 2004 року ініціативній групі «Зеленому місту — зелений транспорт», яка займалася популяризацією велосипедів.
Коли 2007 року у Києві п'яний водій збив велосипедиста, що помер у кареті швидкої, обурені велосипедисти об'єдналися в громадській кампанії «Зелений велонаїзд», яка проводила акції перед КМДА, вимагала облаштування велодоріжок. У той час 19 квітня 2007 року було засновано Асоціацію велосипедистів Києва.

## Напрямки діяльності

### Акції
- «Велодень», на якому АВК виступає як співорганізатор.[2]
- Акція «Прибери всесвіт» (прибирання території на Трухановому острові).
- Екологічна акція «День Землі-2008» (велопробіг по Хрещатику).

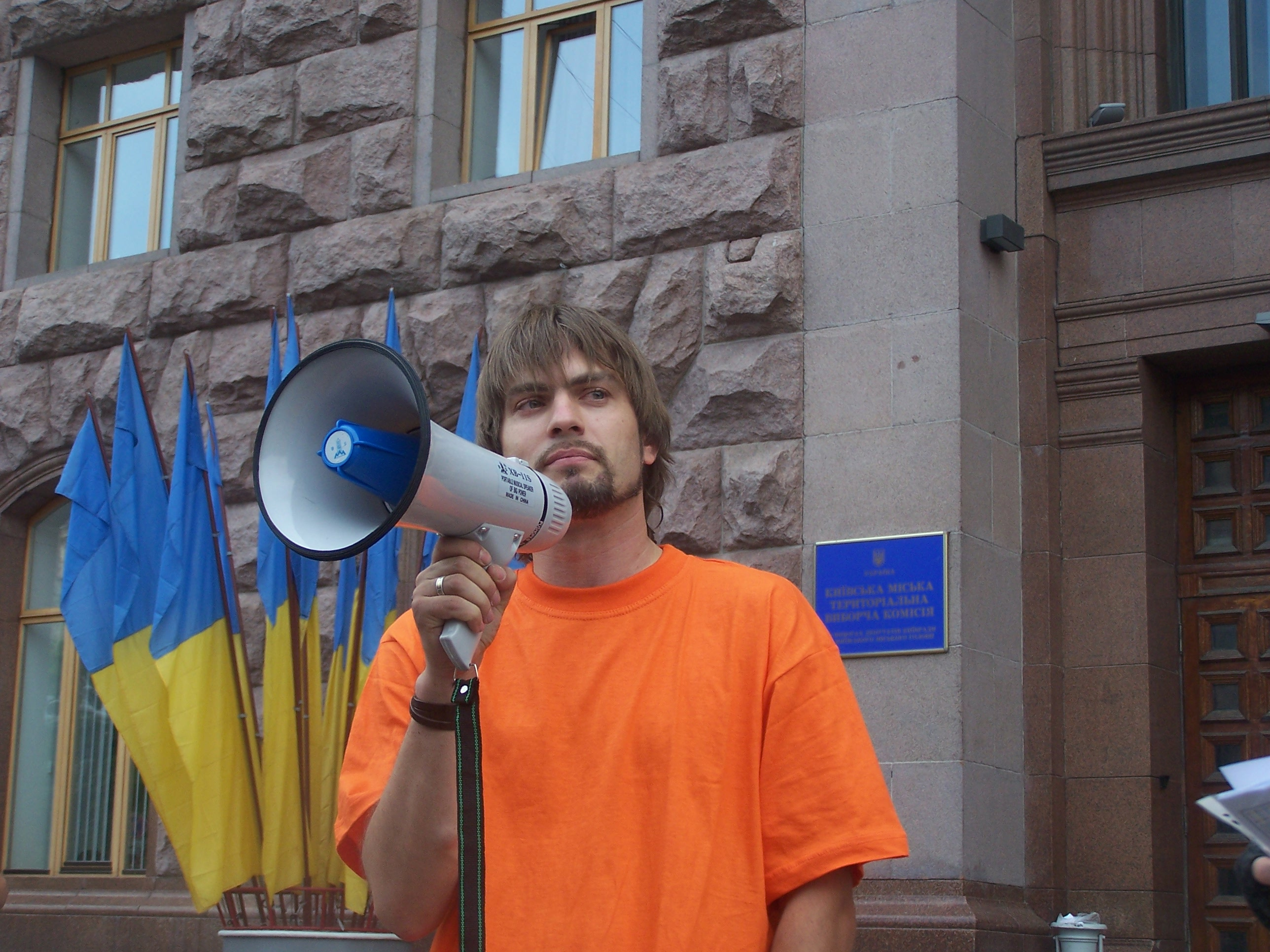
Учасник акції "Велонаїзд" біля КМДА 27.06.2008

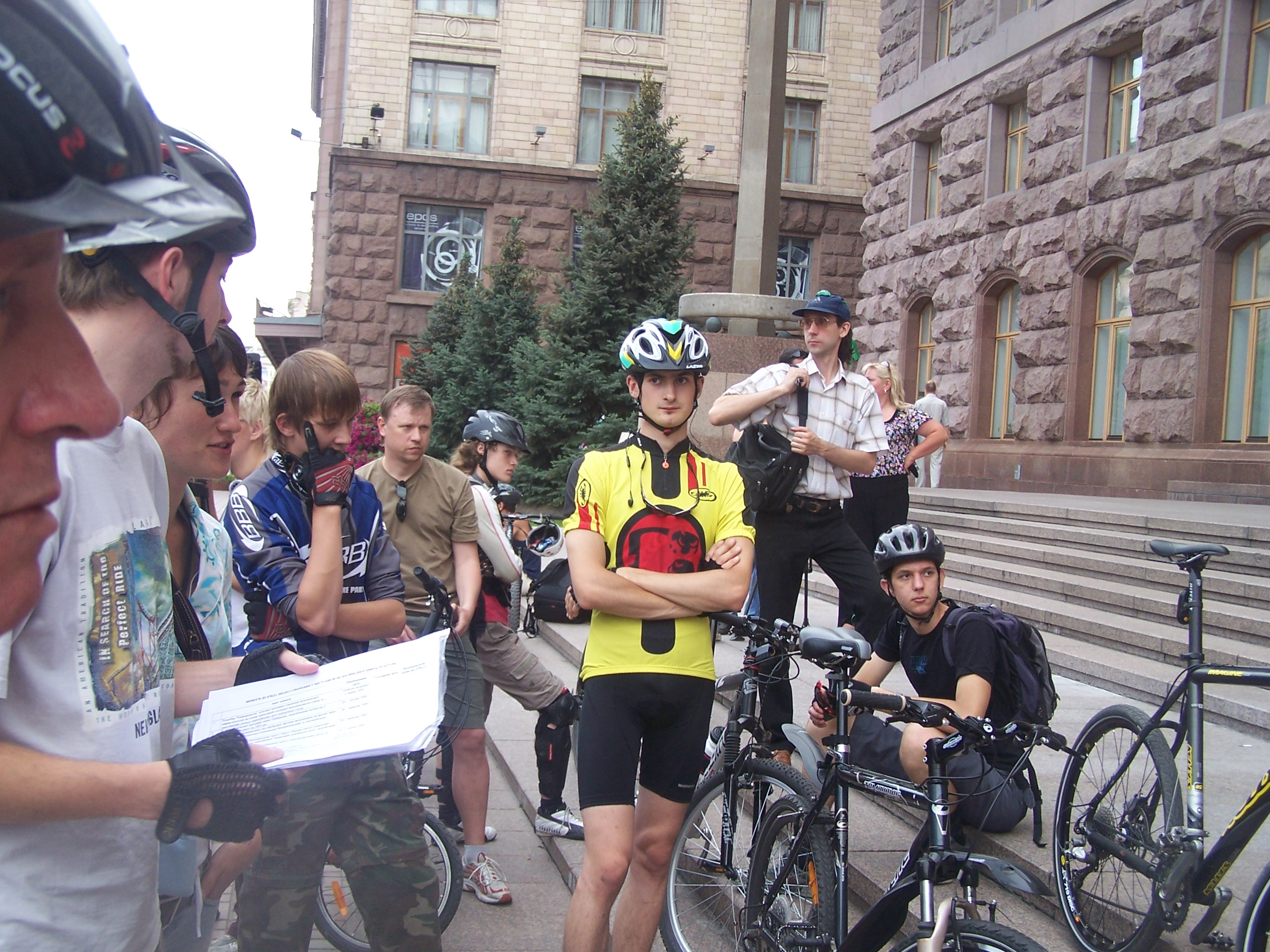
Учасник акції "Велонаїзд" біля КМДА 27.06.2008

- Учасник акції "Велонаїзд" біля КМДА 27.06.2008Учасник акції "Велонаїзд" біля КМДА 27.06.2008Громадські акції з метою захисту прав велосипедистів та спонукання КМДА до швидшого початку створення вело доріжок, які відбулися в червні 2008 року — «Велонаїзд» та «Велонаїзд-2».

### Веломережа Києва
Одна з головних цілей роботи АВК — зручна та безпечна велосипедна мережа Києва. Робота полягає в моніторингу та аналізі дій та планів влади, залученні іноземних експертів, вимогах скоригувати дії на користь велосипедистів через акції, журналістів та пряму співпрацю. АВК також консультує підприємства із встановлення велопарковок, надсилає прохання торговим центрам та супермаркетам їх встановити.
В липні 2008 року Київська міська адміністрація (КМДА) і Асоціація велосипедистів Києва визначили 17 велосипедних маршрутів для облаштування велодоріжок на них.
У грудні 2009 року Київська міська рада затвердила «Програму створення велодоріжок на 2010–2012» базуючись на пропозиціях АВК.
Однак київська влада була досить пасивною у реалізації цих планів.
У 2014 році АВК провела перший підрахунок велосипедистів у Києві з метою дослідити, якими дорогами рухаються велосипедисти, якою є їх поведінка, яке співвідношення чоловіків/жінок та ін. Підрахунок буде проводитися протягом 4 років двічі на рік для дослідження динаміки велосипедного руху в місті. Ці дані планується використати для обґрунтування необхідності розширення веломережі в Києві.

### Популяризація велосипеда
Одна з головних цілей роботи АВК — збільшення кількості велосипедистів у Києві.
АВК вважає, що необхідно пояснювати киянам переваги користування велосипедів та залучати їх до частіших велопоїздок. Тому організація проводить велонавчання, як безпечно їздити містом, велопаради і велопробіги, покази дизайнерського одягу для велосипедистів, виставки світлин велосипедної тематики та ін.
З 2010 року АВК проподить щорічний конкурс «Велопрацедавець року», в якому обирають роботодавця, який найкраще дбає про працівників-велосипедистів. 2012 року АВК розмістила на білбордах Києва соціальну рекламу задля популяризації велотранспорту.
Щороку організація проводить заходи в рамках «Європейського тижня мобільності», метою якого є інформування населення про складну екологічну ситуацію та переваги екологічних видів транспорту над автомобілем.

### Велонавчання
Асоціація проводить навчання з безпечної їзди на велосипеді згідно з правилами дорожнього руху (ПДР), майстер-класи з обслуговування велосипедів, навчання їзді на велосипеді.

### Безпека велосипедистів
Асоціація виступає за прийняття зручніших для велосипедистів правил дорожнього руху, зниження швидкості руху автомобілів до європейського стандарту (50км/год) та відміну нештрафованого перевищення швидкості на 20 км/год, адже найбільше смертей на дорогах стається саме через перевищення дозволеної швидкості.
Для цього АВК досліджує іноземний досвід, зустрічається з відповідальними при владі, організовує акції. АВК працює спільно з іншими громадськими організаціями в коаліції «За безпеку дорожнього руху», а також виступає партнером організації «Мотохелп», що надає допомогу потерпілим велосипедистам і мотоциклістам у ДТП. В разі потрапляння велосипедистів в аварію, АВК допомагає зібрати кошти на їх лікування, а також співпрацює з юристами для захисту прав велосипедистів у судах.
У травні 2014 року АВК разом з мережею заправок KLO запускає соціальний проект "Нам по дорозі", мета якого - звернути увагу водіїв на особливості руху велосипедистів та попередити аварійні ситуації.

### Розвиток веломаршрутів
З 2012 року АВК працює над створенням української частини європейського туристичного маршруту EuroVelo-4. У 2013 році члени АВК здійснили три велоекспедиції по цьому маршруту.
2012 року АВК спільно з фармацевтичною компанією «Arterium», за сприяння РДА в місті Києві та КМДА, відкрили рекреаційні маршрути для велосипедистів (а також для лижників та піших прогулянок) по парках Києва, розмічені вказівниками й навігаційними панелями.

### Національна робота
Експерти Асоціації консультують мерії українських міст щодо планування веломережі, залучають іноземних експертів. АВК проводить щорічну міжнародну конференцію з обміну велодосвідом «Велофорум», що в 2013 об'єднала 150 учасників. Організація також навчає велоактивістів в інших містах задля лобіювання велоінфраструктури «знизу».
АВК лобіює велосипедні зміни до Державних будівельних норм та ПДР, а також вимагає від влади прийняти державну програму розвитку велотранспорту.

## Основні досягнення

##### «Для майбутнього»— стратегічна робота з міською владою Києва
- Велосипедний транспорт внесено у Стратегію розвитку міста Києва до 2025 року.
- Внесено велосипедні зміни до Генерального плану Києва до 2025 року.
- Збудовано і відкрито відокремлені велодоріжки на вулиці Здолбунівській, проспекті Бажана, розпочато будівництво велодоріжки на проспекті Перемоги.
- КМДА відкрила 50 громадських велостоянок по місту Києву, які мають зручну конструкцію і рекламують велосипед як вид транспорту. Цей проект готувався за ініціативи та участі АВК понад рік.
- У 2011 році в столиці встановлено перший велосипедний світлофор.
- З 2011 року, влада Києва виступає партнером у відзначенні «Європейського тижня мобільності» («День без авто»). В 2011–2013 роках для цього заходу було перекрито для автомобілів і облаштовано пішохідною на вихідні вулиці Сагайдачного, Володимирську та Богдана Хмельницького.
- У 2012 розпочато кампанію соціальної реклами велосипедного транспорту [Архівовано 12 березня 2014 у Wayback Machine.].
- Здійснено вплив на прийняття рішення про реконструкцію Поштової площі. АВК брала активну участь в громадських слуханнях по цьому проекту.
- За участі німецьких експертів-планувальників з організації VCDB розроблено велосипедну схему для Дарницького району Києва — проект «Старт» [Архівовано 12 березня 2014 у Wayback Machine.]. АВК була ініціатором цієї роботи з 2010 року, знайшла та залучила кошти на приїзд німців, зібрала місцевих експертів та спільно з ними розробила прийнятну схему веломаршрутів. Восени 2013 схему АВК організувала презентації та обговорення мешканцями Дарницького району, а з 2014 лобіює затвердження плану місцевою владою та початку робіт з реалізації.

##### «Для країни»— діяльність на національному рівні та співпраця з іншими містами
- З 2009 року проводяться щорічні конференції «Велофорум», з 2011 АВК є їхнім головним організатором.
- У 2011 році була ініційована і з того часту проводиться системна робота з розробки та внесення змін до будівельних стандартів України (ДБН) з метою зробити можливим проектування зручної і безпечної велосипедної інфраструктури. У 2013 АВК долучилася до випуску в Україні німецьких стандартів з планування та будівництва велоінфраструктури.
- У 2011 році запущено проект «Інфоцентр велотранспорту», на сайті якого розміщено понад 100 одиниць матеріалів українською мовою.
- З 2013 року експерти АВК допомагають меріям інших українських міст планувати та створювати велосипедну інфраструктуру. Зокрема, за сприяння АВК класний велоплан розробив Донецьк. Також АВК активно допомагає велосипедній Євпаторії.
- З 2011 року Президенту України та меру Києва передані петиції від велосипедистів [Архівовано 5 березня 2016 у Wayback Machine.], які вимагає підтримки розвитку велотранспорту на державному та місцевому рівні, а також змін до Державних будівельних норм та Правил дорожнього руху. Петиції у різні роки підписали від 1500 до 5000 велосипедистів.

##### «Для планети»— міжнародна спіпраця
- У 2009 році АВК стала членом Європейської федерації велосипедистів (ECF) [Архівовано 11 березня 2014 у Wayback Machine.] - найбільшої у світі велосипедної організації, що об"єднує майже 50 велоорганізацій.
- Завдяки співпраці з ECF, в 2013 році АВК було визнано однією з найуспішніших молодих велоорганізацій в Європі [Архівовано 12 березня 2014 у Wayback Machine.], разом з двома організаціями з Польщі та Італії.
- З 2012 АВК працює над створенням української частини європейської туристично веломережі «EuroVelo».